# شقاء مشقوقة
الشَّقَّاءُ المَشْقوقَة (باللاتينية: Bifidobacterium bifidum) نوع بكتيري من جنس الشقاوات، وأحد أكثر أنواع المعززات الحيوية شيوعًا الموجودة في جسم الثدييات وفي البشر.